# Panton Bili (Trumon)
Panton Bili is een bestuurslaag in het regentschap Aceh Selatan van de provincie Atjeh, Indonesië. Panton Bili telt 221 inwoners (volkstelling 2010).